# Aeroporto di Montes Claros
L'aeroporto di Montes Claros-Mário Ribeiro è un aeroporto brasiliano situato nella città di Montes Claros, nello stato del Minas Gerais. Dal 2 aprile 2003 l'aeroporto prende anche il nome da Mário Ribeiro (1924–1999), un politico locale.

## Storia
L'aeroporto fu inaugurato il 18 dicembre 1939. Nel 1942 la compagnia aerea Panair do Brasil attivò il volo Belo Horizonte-Montes Claros-Salvador-Recife. Nel 1980 fu assegnato in gestione ad Infraero che nel corso degli anni realizzò varie infrastrutture funzionali per lo sviluppo dell'aeroporto.
Nel 2003, l'aeroporto è stato ufficialmente ribattezzato Aeroporto de Montes Claros - Mário Ribeiro, in onore di Mário Ribeiro, un medico e politico locale che svolto l'attività di consigliere, vice sindaco e sindaco della città tra il 1989 e il 1992. Una scultura in in sua onore è stata eretta di fronte al terminal dell'aeroporto nel 2021.
Il 18 agosto 2022 Aena si è aggiudicata la gestione trentennale dell'aeroporto.